# UTC−04:00

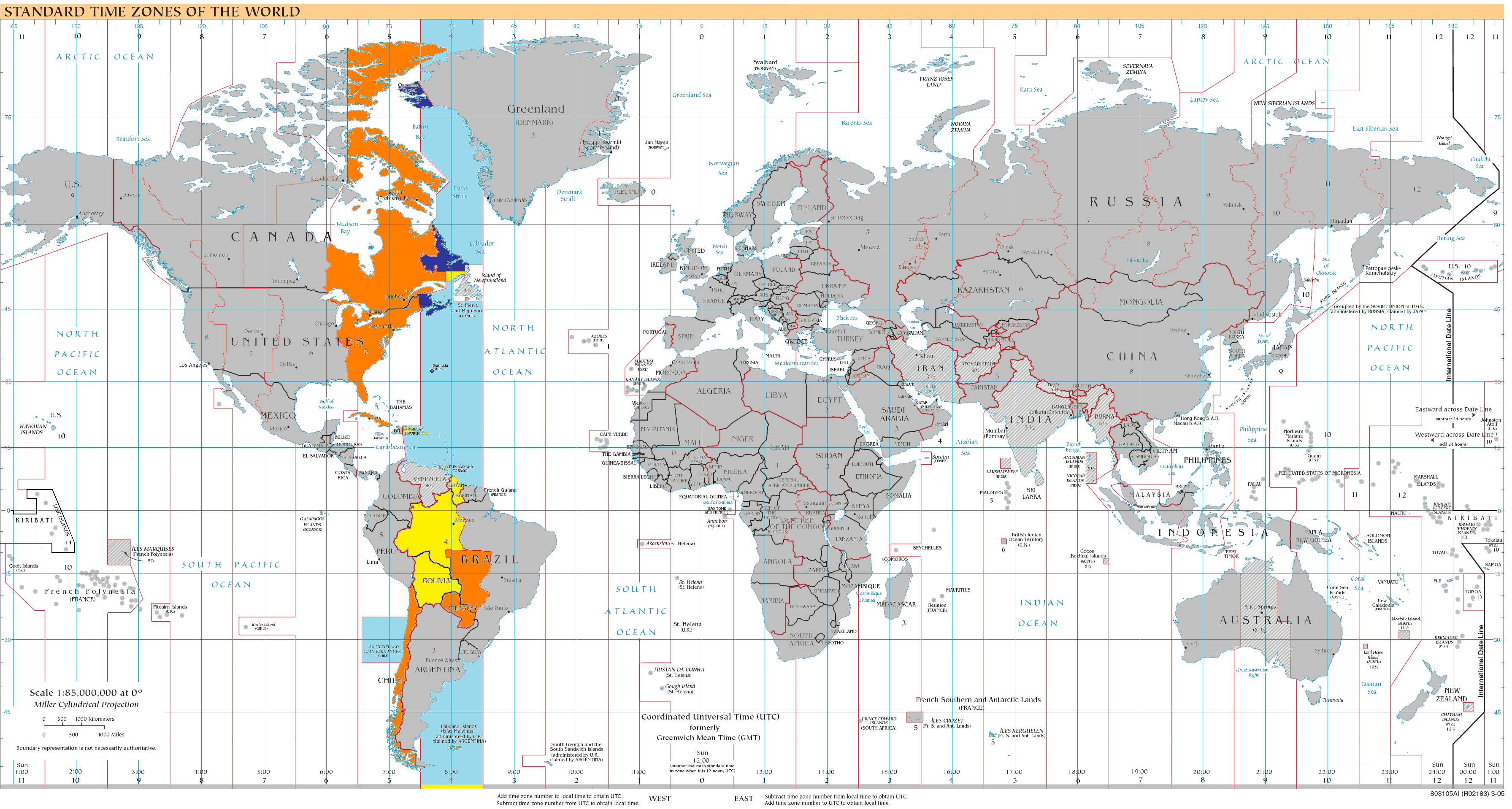
UTC-04:Blau (desembre), taronja (juny), groc (l'any sencer), blau clar (àrees marines)

UTC−04:00 és una zona horària d'UTC amb 4 hores de retard de l'UTC. El seu codi DTG és Q -Quebec.

## Zones horàries
- Chile Standard Time (CLST)
- Bolivia Time (BOT)
- Falkland Island Standard Time (FKST)
- Atlantic Standard Time (AST)
- Paraguay Time (PYT)
- Brazil Western Standard Time (BWST)
- San Luis Time (SLT)
- Guyana Time (GYT)
- Juan Fernandez Islands Standard Time (JFST)

Horari d'estiu
- Eastern Daylight Time (EDT)

## Franges

### Temps estàndard (l'any sencer)
- Regne Unit
  - Anguilla
  - Illa de Montserrat
  -  Illes Verges Britàniques
- Antigua i Barbuda
- Barbados
- Dominica
- Grenada
- Saint Kitts i Nevis
- Saint Lucia
- Saint Vincent i les Grenadines
- Trinitat i Tobago
- Puerto Rico (EUA)
- Illes Verges Americanes (EUA)
- Aruba
- Antilles Neerlandeses
  - Curaçao
  - Sint Maarten
- República Dominicana
- França
  - Guadalupe
  - Martinica
- Guyana
- Brasil
  - Acre
  - Amazones
  - Rondônia
  - Roraima
- Canadà
  - Quebec (a l'est de 63°O)

### Temps estàndard (hivern a l'hemisferi nord)
Aquestes zones utilitzen el UTC-04:00 a l'hivern i el UTC-03:00 a l'estiu.

#### Atlantic Standard Time
- Bermudes
- Canadà
  - Nova Brunswick
  - Nova Escòcia
  - Illa del Príncep Eduard
  - Terranova i Labrador (la majoria de Labrador)
- Groenlàndia (nord-oest)

### Temps estàndard (hivern a l'hemisferi sud)
Aquestes zones utilitzen el UTC-04:00 a l'hivern i el UTC-03:00 a l'estiu.
- Brasil
  - Mato Grosso
  - Mato Grosso do Sul
- Xile (la majoria del país)
- Illes Malvines
- Paraguai
- Bolívia (Hi ha horari d'estiu a partir del setembre del 2011[1])

### Temps d'estiu (estiu a l'hemisferi nord)

#### Eastern Daylight time
Aquestes zones utilitzen el UTC-05:00 a l'hivern i el UTC-04:00 a l'estiu.
- Bahames
- Cuba
- Regne Unit
  - Illes Turks i Caicos
- Canadà
  - Ontario (excloent les àrees a l'oest de Thunder Bay)
  - Quebec (excloent Extrem Orient Côte-Nord i les Illes de la Magdalena)
  - Nunavut (inclosa la part de la península de Melville i la majoria d'Ellesmere i part de l'Illa de Baffin, incloent Iqaluit)
- Estats Units
  - Carolina del Nord
  - Carolina del Sud
  - Connecticut
  - Delaware
  - Geòrgia
  - Maine
  - Maryland
  - Massachusetts
  - Nou Hampshire
  - Nova Jersey
  - Nova York
  - Ohio
  - Pennsilvània
  - Rhode Island
  - Vermont
  - Virgínia
  - Virgínia de l'Oest
  - Florida (la majoria de l'estat)
  - Indiana (la majoria de l'estat)
  - Michigan (la majoria de l'estat)
  - Kentucky (la meitat oriental)
  - Tennessee (terç oriental)

## Geografia
UTC-04 és la zona horària nàutica que comprèn l'alta mar entre 67,5°O i 52,5°O de longitud. En el temps solar aquest fus horari és el corresponent el meridià 60° oest.

## Història
Veneçuela abans utilitzava UTC−04 però des del 9 de desembre de 2007 utilitza UTC−04:30.
Bolívia des del setembre de 2011 tindrà horari d'estiu i serà el UTC-03:00